# ري هونغ سوب
ري هونغ سوب (مواليد 1940) عالم كوري شمالي. 
ري هو المدير السابق لمركز يونغبيون للبحوث العلمية النووية. في عام 2005، عمل في لجنة برنامج مؤتمر الطاقة النووية والأمن النووي التابع للوكالة الدولية للطاقة الذرية في سالزبورغ، النمسا. وفقًا للأمم المتحدة، لعب ري "دورًا رئيسيًا في. . . البرنامج النووي [لكوريا الديمقراطية].
في يناير 2016، كان ري مع زميل مشارك في برنامج الأسلحة النووية هونغ سونغ مو، أول من حصل على ميدالية من كيم جونغ أون للنجاح في الاختبار النووي في يناير 2016.  يُعرف الرجلان بشكل جماعي باسم «الثنائي النووي» لكوريا الشمالية.